# یان فرنکل
یان فرنکل (روسی: Ян Абрамович Френкель؛ ۲۱ نوامبر ۱۹۲۰ – ۲۵ اوت ۱۹۸۹) بازیگر، آهنگساز، خواننده، و نوازنده پیانو اهل اتحاد جماهیر شوروی سوسیالیستی بود.
وی همچنین برندهٔ جوایزی همچون جایزه هنرمند مردمی اتحاد جماهیر شوروی، جایزه دولتی اتحاد شوروی، و هنرمند مردمی جمهوری شوروی فدراتیو سوسیالیستی روسیه شده‌است.